# João Batista Nunes de Oliveira
João Batista Nunes de Oliveira (Cedro de São João, 20 mei 1954) is een voormalig Braziliaans voetballer, beter bekend onder zijn spelersnaam Nunes.

## Biografie
Nunes begon bij de jeugd van Flamengo, maar kon daar niet doorbreken en begon in 1974 zijn profcarrière bij Confiança, een club uit de staat Sergipe. Met de club kon hij in 1976 het staatskampioenschap winnen. In 1976 werd hij overgenomen door Santa Cruz uit Recife, waarmee hij ook twee staatstitels won. In 1978 werd hij geselecteerd voor het nationaal elftal en zou oorspronkelijk meegaan naar het WK 1978, maar blesseerde zich helaas. Kort na het WK was hij volledig hersteld en maakte hij de overstap naar Fluminense. Van 1979 tot 1980 speelde hij kort voor het Mexicaanse Monterrey en keerde dan terug naar de club waar hij als jongetje begon, Flamengo. In 1980 bereikte hij de finale van de landstitel tegen Atlético Mineiro. Na een 1-0 nederlaag in Belo Horizonte won de club thuis met 3-2 dankzij twee goals van Nunes en een goal van Zico. In 1981 werd de club al in de kwartfinale uitgeschakeld door Botafogo. Datzelfde jaar bereikte hij met Flamengo de finale van de Copa Libertadores tegen het Chileense Cobreloa en won. Hierdoor mochten ze ook de intercontinentale beker spelen tegen Liverpool FC. Nunes scoorde twee keer en Adílio één keer waardoor Flamengo terecht de wereldtitel binnen haalde. Aan het einde van dat jaar werd ook nog de staatstitel gewonnen. In 1982 werd opnieuw de finale van de landstitel behaald, nu tegen Grêmio. De titel werd beslecht over drie wedstrijden en de eerste twee eindigden op een scoreloos gelijkspel. Bij de derde wedstrijd kon Nunes het winnende doelpunt scoren waardoor de tweede landstitel een feit was. 
In 1983 maakte hij een kort uitstapje naar Botafogo maar keerde al snel terug naar Flamengo. Na een passage bij Náutico waarmee hij het staatskampioenschap won ging hij in 1985 voor het Portugese Boavista spelen. In 1986 keerde hij terug naar Flamengo en won er nog een staats- en landstitel mee. 